# Hernando de Saavedra (religioso)
Hernando de Saavedra (Santafé de Bogotá, 1625-Nazca, 15 de junio de 1682) fue un religioso jesuita neogranadino. Fue rector del Colegio Máximo de San Pablo de Lima y provincial de su orden.

## Biografía
Su padre, el doctor Hernando de Saavedra, era oidor de la Real Audiencia de Santafé de Bogotá, para luego serlo de la Real Audiencia de Lima. También fue gobernador de Huancavelica. 
Instalado en Lima, hizo sus primeros estudios en el Colegio Real y Mayor de San Martín de dicha ciudad. Luego ingresó en el noviciado de los jesuitas y concluyó su formación en el Colegio Máximo de San Pablo. Por entonces ya destacaba en las conferencias públicas. Tomó los hábitos en 1640.
Regentó varias cátedras, entre ellas la de Teología, antes de ser designado procurador de provincia. En 1672 pasó a ser socio y secretario del visitador Hernando de Cabero, al que acompañó en su visita a la provincia.
En 1678 fue nombrado rector del Colegio Máximo de San Pablo de Lima y en 1681 fue elevado a provincial de su orden. De inmediato emprendió la visita de su provincia, pero estando de paso por la hacienda San José de la Nasca, falleció repentinamente, el 15 de junio de 1682. El obispo de Arequipa Antonio de León y Becerra dispuso en su honor suntuosas exequias en su catedral.